# Gornji Palačkovci
Gornji Palačkovci (cyr. Горњи Палачковци) – wieś w Bośni i Hercegowinie, w Republice Serbskiej, w gminie Prnjavor. W 2013 roku liczyła 821 mieszkańców.